# Reuzenzoetwaterpijlstaartrog
De reuzenzoetwaterpijlstaartrog (Urogymnus polylepis) behoort tot de orde Myliobatiformes en de familie Dasyatidae en komt voor in de grote rivieren en estuariën van Zuidoost-Azië. Het is een van de grootste zoetwatervissen ter wereld. In de Chao Phraya en Mekong Delta zijn exemplaren gevonden die 500–600 kg wegen. Door overbevissing en verlies van leefomgeving is de soort bedreigd en dreigen plaatselijke populaties uit te sterven. De kleinere Urogymnus dalyensis, die voorkomt in Nieuw-Guinea en noordelijk Australië, wordt tegenwoordig als een aparte soort gezien.

## Beschrijving

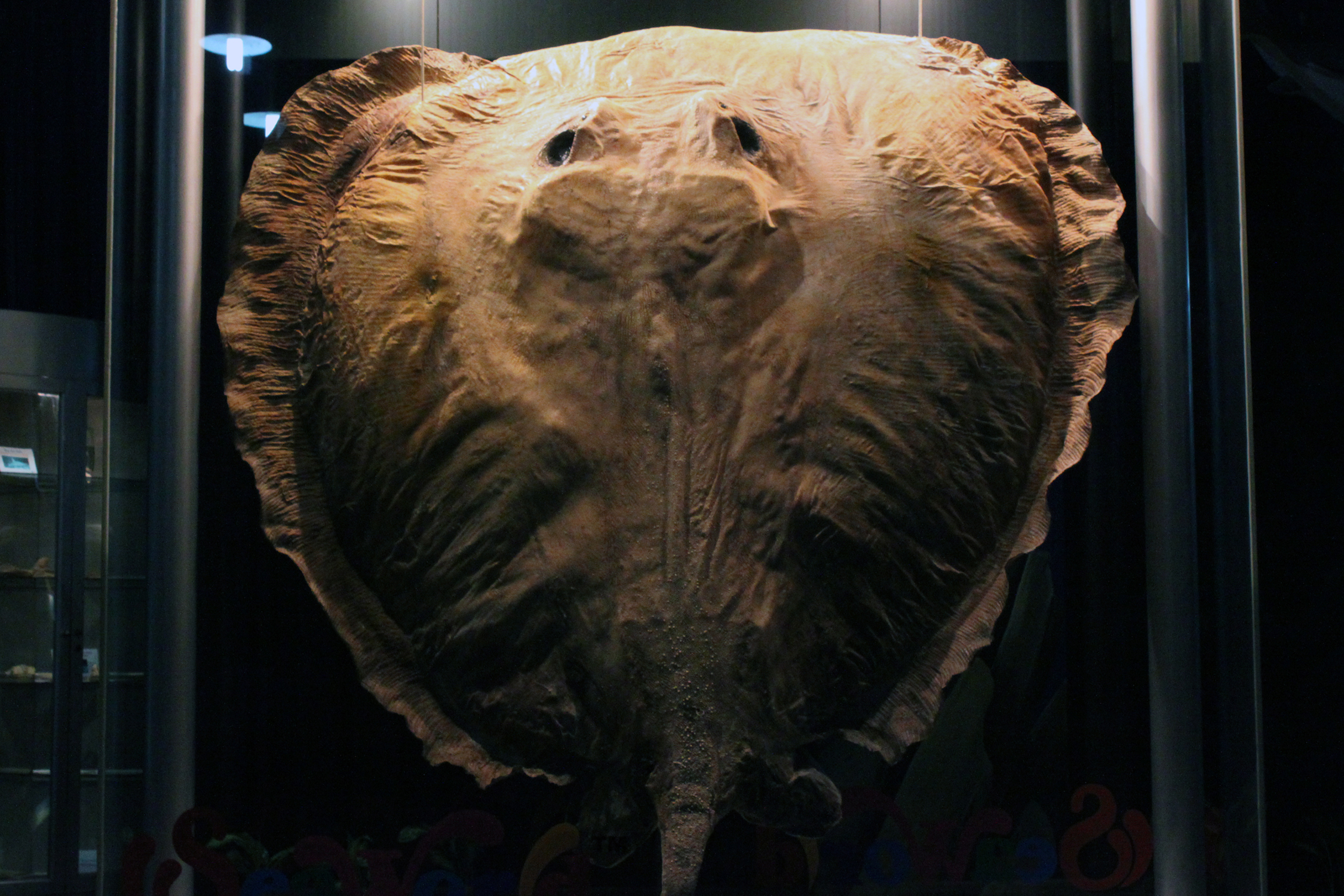
De reuzenzoetwaterpijlstaartrog heeft de vorm van een ovale schijf, die de grootste breedte heeft naar de voorkant.

Het lijf van de reuzenzoetwaterpijlstaartrog bestaat uit een relatief dunne, meer of minder ovale schijf met borstvinnen. De ogen zijn klein. De kop is erg breed met een driehoekige punt. De bek is smal en is bezet met papillen (2–4 grote in het midden en 1–4 kleine aan de zijkanten). De zweepachtige staart is 1,8–2,5 keer langer dan het lijf. De getande stekel op de staart is de grootste van alle pijlstaartroggen en wordt 38 cm lang. De stekel is bedekt met een laagje giftig slijm en kan dwars door bot heen steken.
De bovenkant van het lichaam en de staart zijn bedekt met kleine, ruwe huidtanden, die op de staart achter de stekel scherp zijn. De rug is uniform bruin tot grijs, soms lichter wordend naar de randen. De onderkant is wit, met een duidelijke brede, zwarte band met kleine vlekjes rond borst- en buikvinnen. De punt van de staart is achter de stekel zwart. De reuzenzoetwaterpijlstaartrog kan ten minste 4,6 meter lang en 1,9 meter breed worden.
De reuzenzoetwaterpijlstaartrog is eierlevendbarend.

## Verspreiding en leefomgeving
De soort werd oorspronkelijk beschreven in 1990 als een vissoort uit Thailand, waar de soort voorkomt in de Menam-, Nan-, Mekong-, Bongpakong-, Tachin- en Ta Pee-rivieren. De reuzenzoetwaterpijlstaartrog komt ook voor in Indonesië (in de Mahakam in Kalimantan) en Maleisië (in de Kinabatangan in Sabah).
De populaties in deze verschillende gebieden lijken geïsoleerd van elkaar te zijn en het is niet duidelijk of ze tot dezelfde soort of tot meerdere soorten gerekend moeten worden.
De reuzenzoetwaterpijlstaartrog houdt van een zandige leefomgeving.